# (2065) Spicer
(2065) Spicer es un asteroide perteneciente al cinturón de asteroides, descubierto el 9 de septiembre de 1959 por el equipo de la Universidad de Indiana desde el Observatorio Goethe Link (Indiana, Estados Unidos).

## Designación y nombre
Designado provisionalmente como 1959 RN. Fue nombrado en homenaje al antropólogo estadounidense Edward H. Spicer.